# Budynek Urzędu Miasta w Braniewie
Budynek Urzędu Miasta w Braniewie – zabytkowy budynek administracyjny położony u zbiegu ulicy Kościuszki i Dworcowej w Braniewie; siedziba m.in. burmistrza Braniewa i Rady Miasta.

## Historia i architektura

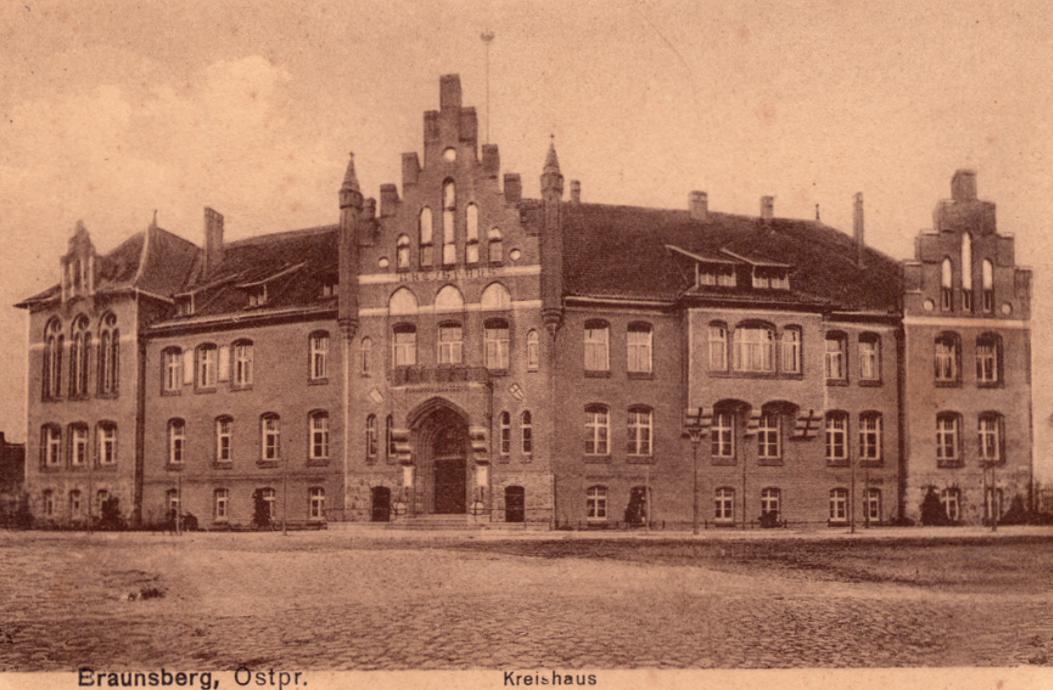
Gmach na pocz. XX w., wówczas starostwa (Kreishaus)

Budynek powstał w stylu neogotyckim i przetrwał do czasów współczesnych w niezmienionej formie architektonicznej. W latach 1908–1945 mieściło się tu Starostwo Powiatowe (Kreishaus), a po 1945 roku Urząd Miasta Braniewa.
W sali posiedzeń urzędu znajdowało się sześć okien (po trzy od strony północnej i południowej), a w nich dwanaście skrzydeł okiennych z wypełnieniem witrażowym z przedstawieniem miast należących do powiatu braniewskiego. Po II wojnie światowej ocalały tylko okna od strony północnej z widokami Fromborka (w centrum), Ornety oraz Pieniężna. 
13 listopada 1984 w godzinach porannych, podczas pracy urzędu, w budynku wybuchł pożar, który strawił dach i poddasze. Dolne piętra zalane zostały natomiast w wyniku akcji gaśniczej wodą. Pracownicy, wspierani przez strażaków, wynosili w pośpiechu dokumenty, aby uratować je przed zniszczeniem.
Po pożarze urząd na czas remontu został przeniesiony do budynku Sądu Rejonowego na ul. Sądową. Wyznaczono mu parter budynku, który do tej pory zajmowała ekspozytura (oddział zewnętrzny) Archiwum Państwowego w Elblągu z siedzibą w Malborku, zaś archiwum z cennymi zasobami przeniesiono do Malborka i już nigdy nie powróciło do Braniewa.
Niedługo potem zainspirowany tym pożarem reżyser Kazimierz Kutz postanowił zrealizować w tym mieście film fabularny Wkrótce nadejdą bracia z 1985 roku. Na filmie budynek urzędu nie jest jednak widoczny, choć akcja filmu rozgrywa się w bezpośrednim jego sąsiedztwie – w budynku dworca kolejowego.
W spalonym budynku, między innymi, poważnie uszkodzone zostały okna z witrażami, które wówczas zdemontowano. W 2002 roku trafiły one jako depozyt do muzeum we Fromborku, a w roku 2007 burmistrz Braniewa Henryk Mroziński przekazał je w darze do zbiorów muzealnych. Ich konserwację i rekonstrukcję przeprowadzono we wrocławskiej pracowni Sławomira Oleszczuka i odtąd są eksponowane w muzeum we Fromborku.
21 listopada 1994 roku obiekt został wpisany do rejestru zabytków pod pozycją 401/94.
22 czerwca 1998 przedwojenna mieszkanka Braniewa, Heide Neumann, przekazała władzom samorządowym ufundowany przez siebie witraż, celem ozdobienia okna na półpiętrze budynku. Później jej brat, Karl Diegner, niemiecki artysta rzeźbiarz i pisarz współczesny, ufundował drugi witraż do sąsiedniego okna, o czym informuje tabliczka zamieszczona obok witraży. Inicjatorem i koordynatorem całego przedsięwzięcia był Roman Grudziński, pracownik Urzędu Miasta w Braniewie.
W następnym roku, od 26 października do 18 grudnia 2012, została przeprowadzona renowacja dwóch XIX-wiecznych rozet znajdujących się nad tymi witrażami, renowację ufundowało Stowarzyszenie Byłych Mieszkańców Braniewa.
10 lipca 2024 burmistrz Braniewa Tomasz Sielicki podpisał umowę na wymianę dachu budynku UM oraz konserwację elewacji sterczyn i okien dachowych. Wartość inwestycji to ponad 1,3 mln, z czego 775 tys. pozyskano z rządowego programu ochrony zabytków.

## Lokalizacja
Budynek Urzędu Miasta znajduje się przy skrzyżowaniu ulic Kościuszki i Dworcowej w bliskim sąsiedztwie miejskiego dworca kolejowego. Urząd Miasta posiada adres ul. Kościuszki 111, ale wjazd pojazdem na parking możliwy jest tylko od ulicy Dworcowej.

## Galeria

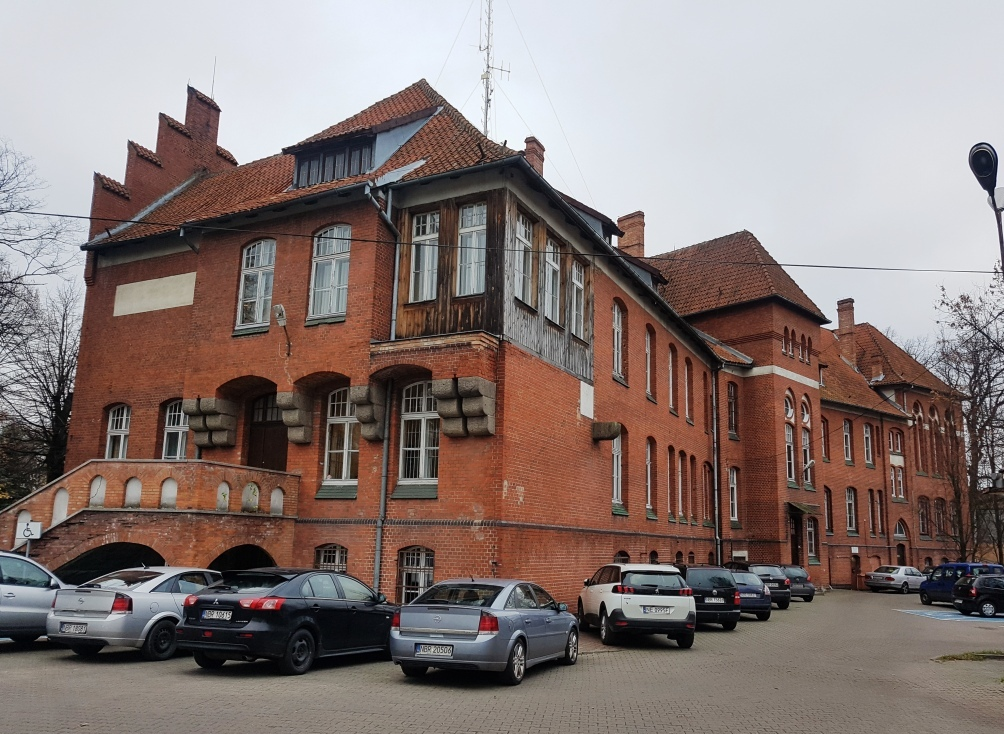
Urząd miasta, widok od strony podwórza
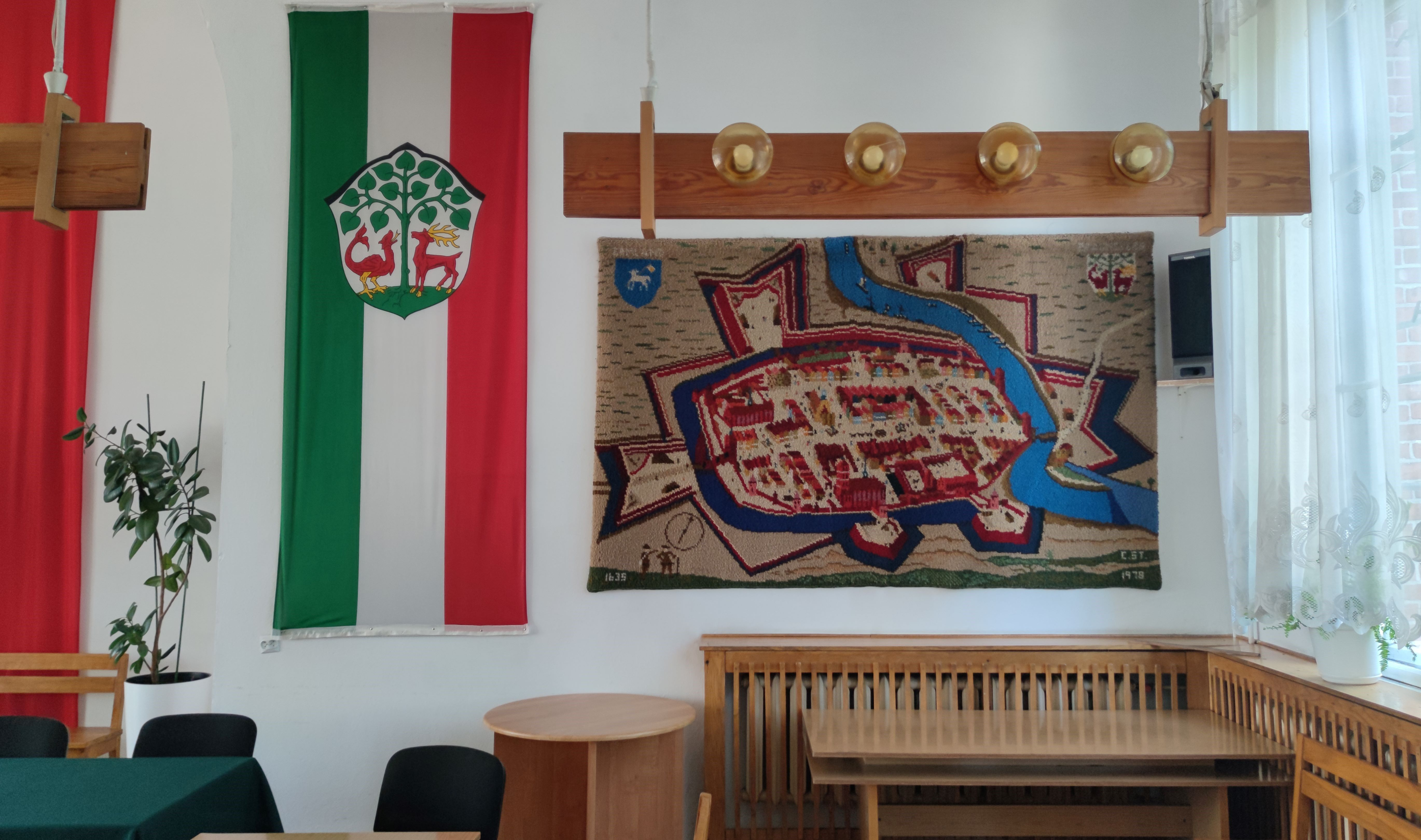
Sala posiedzeń UM, po prawej dywan – dar państwa Steffen
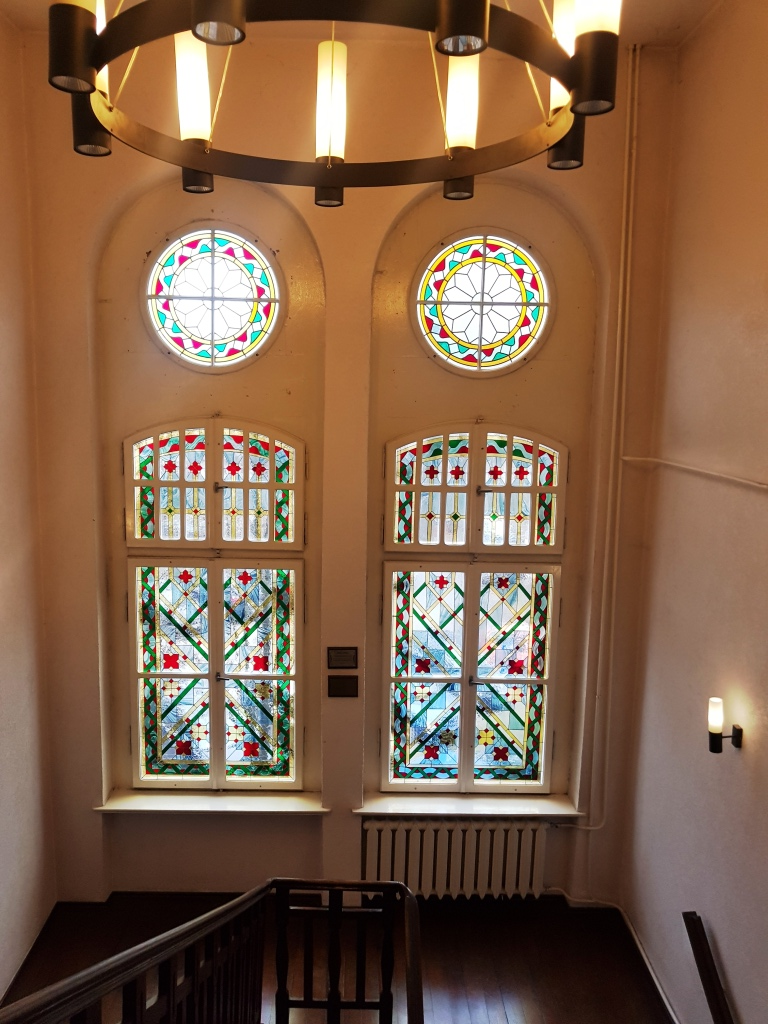
Witraże na półpiętrze w urzędzie – dar byłych mieszkańców
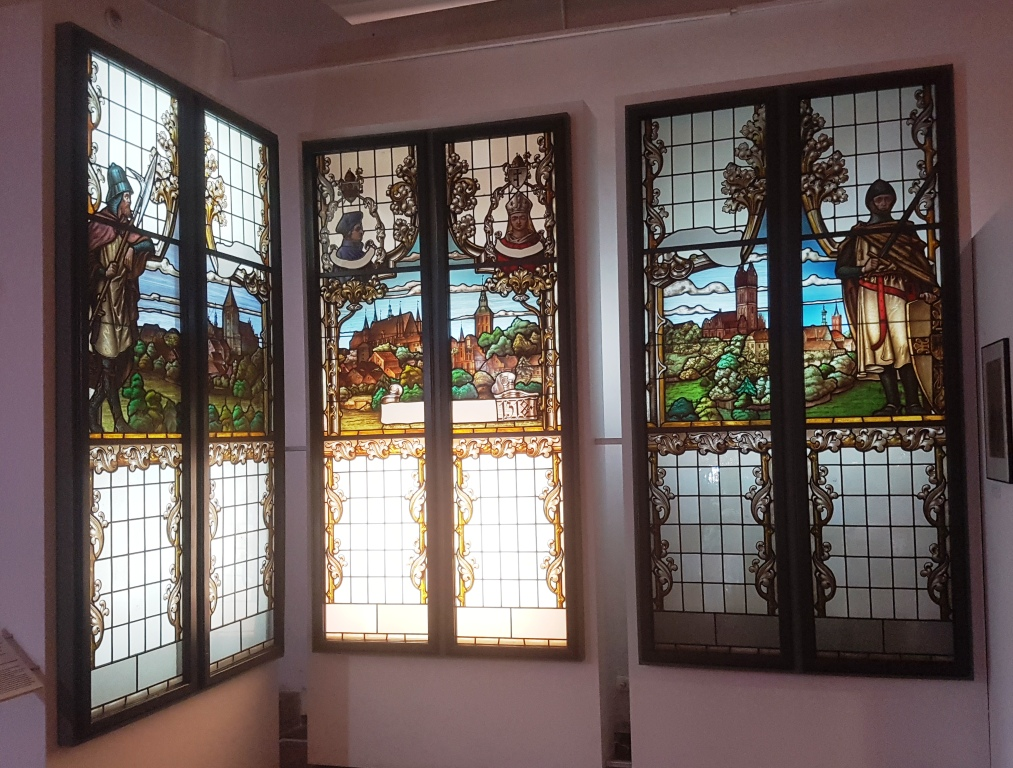
Trzy ocalałe witraże z sali posiedzeń urzędu miasta
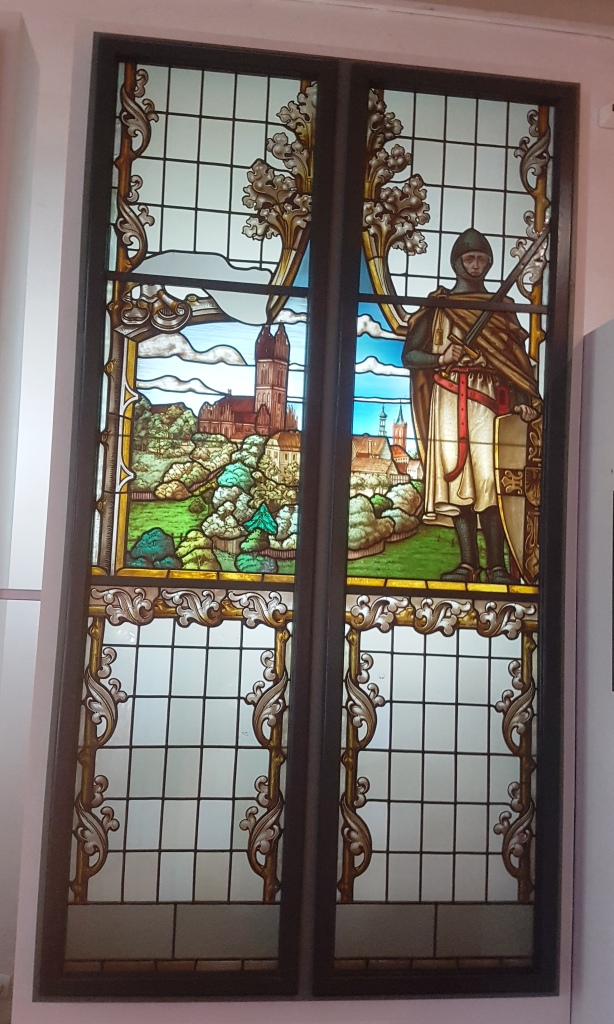
Witraż z przedstawieniem panoramy Pieniężna
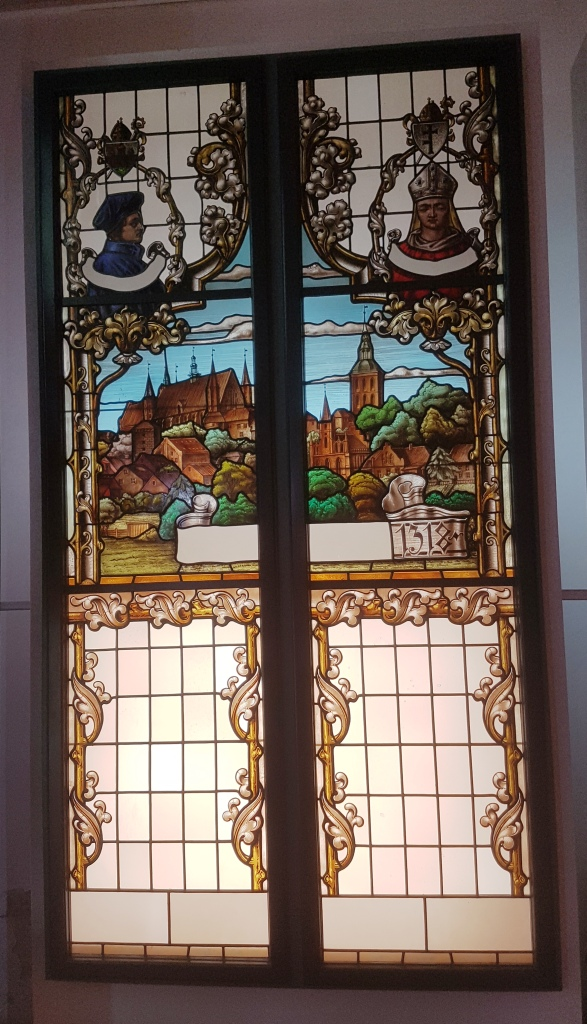
Witraż z przedstawieniem panoramy Fromborka
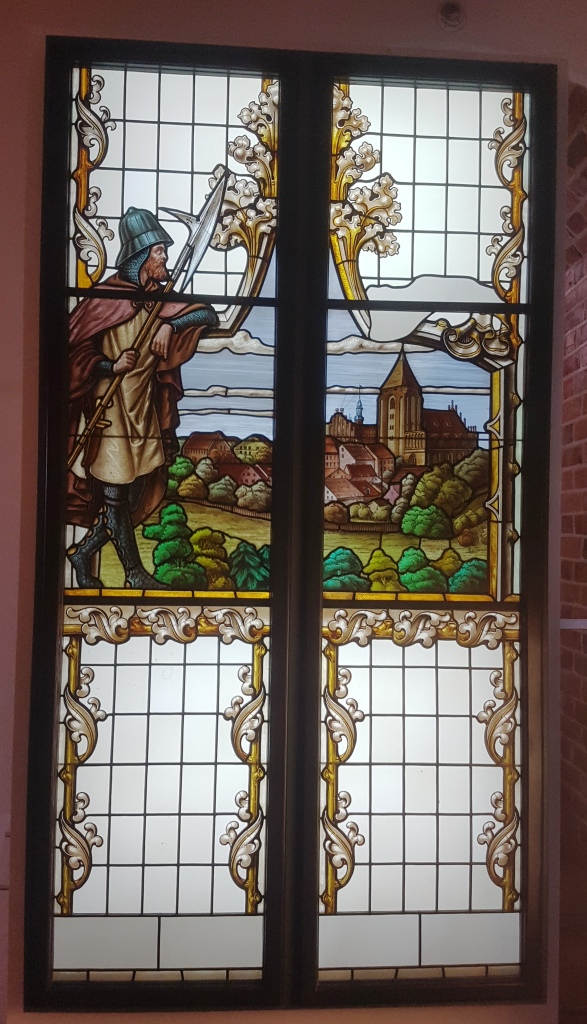
Witraż z przedstawieniem panoramy Ornety